# Салюков, Олег Леонидович
Оле́г Леони́дович Салюко́в (род. 21 мая 1955, Саратов) — российский военачальник, с 15 мая 2025 года — заместитель Секретаря Совета Безопасности Российской Федерации. главнокомандующий Сухопутными войсками со 2 мая 2014 года по 15 мая 2025 года. Генерал армии (2019).
Бывший заместитель командующего Объединённой группировкой российских войск, ведущих войну на Украине.
Из-за вторжения России на Украину находится под санкциями стран Евросоюза, Великобритании, Канады и ряда других стран.

## Биография
Родился 21 мая 1955 года в городе Саратове в семье военнослужащего. Отец — Леонид Иванович Салюков (1920—2006), участник Великой Отечественной войны, танкист, генерал-майор.
Вырос в Пензе, в 1972 году окончил среднюю общеобразовательную школу № 6 Пензы с преподаванием ряда предметов на английском языке.
В 1977 году окончил Ульяновское гвардейское высшее танковое командное училище имени В. И. Ленина с золотой медалью.
В 1985 году окончил Военную академию бронетанковых войск имени Маршала Советского Союза Р. Я. Малиновского с отличием.
В 1996 году окончил Военную академию Генерального штаба Вооружённых сил Российской Федерации.
Службу проходил командиром взвода, командиром роты, начальником штаба и командиром батальона в Киевском военном округе (1977—1982), заместителем командира учебного танкового полка (в/ч 47866, Ковров), командиром танкового полка, заместителем командира 4-й гвардейской танковой Кантемировской дивизии имени Ю. В. Андропова в Московском военном округе, командиром 121-й мотострелковой дивизии (1997—1998), командиром 81-й гвардейской мотострелковой дивизии (1998—2000), начальником штаба и командующим 35-й общевойсковой армией Дальневосточного военного округа (2000 — октябрь 2003), заместителем командующего войсками (октябрь 2003 — 12 апреля 2005), начальником штаба (12 апреля 2005 — 31 декабря 2008), командующим войсками (31 декабря 2008 — 10 декабря 2010) Дальневосточного военного округа.
Воинские звания майора и полковника присвоены досрочно. 12 июня 2006 года присвоено воинское звание генерала-полковника.
10 декабря 2010 года указом президента Российской Федерации назначен заместителем начальника Генерального штаба Вооружённых сил Российской Федерации.
2 мая 2014 года указом президента Российской Федерации № 291 назначен главнокомандующим Сухопутными войсками. 6 мая 2014 года вручён штандарт главнокомандующего Сухопутными войсками ВС РФ. Одновременно являлся начальником Московского территориального гарнизона.
Участник боевых действий.
Командовал военными парадами на Красной площади в Москве в День Победы 9 мая в 2014—2025 годах.
22 февраля 2019 года присвоено воинское звание генерала армии. Он стал 65-м в истории современной России военачальником, получившим это воинское звание.
15 мая 2025 года освобождён от должности командующего Сухопутными войсками и назначен заместителем секретаря Совета безопасности России.
Женат. Есть сын.

## Санкции
23 февраля 2022 года на фоне вторжения России на Украину включён в санкционный список Евросоюза, так как «отвечает за российские наземные операции в Украине. Поэтому он несёт ответственность за активную поддержку и реализацию действий и политики, которые подрывают и угрожают территориальной целостности, суверенитету и независимости Украины, а также стабильности или безопасности в Украине».
Позднее включён в санкционные списки Великобритании, Канады, Швейцарии, Австралии, Японии, Украины и Новой Зеландии.

## Награды
- Орден «За заслуги перед Отечеством» IV степени;
- Орден Александра Невского (2020);
- Орден «За военные заслуги»;
- Орден Почёта;
- Орден «За службу Родине в Вооружённых Силах СССР»;
- Орден «За личное мужество»;
- Медаль «50 лет Победы в Великой Отечественной войне 1941—1945 гг.»;
- Медаль Жукова;
- Юбилейная медаль «300 лет Российскому флоту»;
- Медаль «В память 850-летия Москвы»;
- Юбилейная медаль «60 лет Вооружённых Сил СССР»;
- Юбилейная медаль «70 лет Вооружённых Сил СССР»;
- Медаль «За воинскую доблесть» I степени (Министерство обороны Российской Федерации);
- Медаль «За отличие в воинской службе» I степени (Министерство обороны Российской Федерации);
- Медаль «200 лет Министерству обороны» (Министерство обороны Российской Федерации);
- Медаль Маргелова (Министерство обороны Российской Федерации);
- Медаль «За безупречную службу» II степени;
- Медаль «За безупречную службу» III степени;
- Диплом и знак Высшего совета форума «Общественное признание» (2003)[12].
- Почётный гражданин Пензенской области (21 марта 2025) — за особые заслуги перед Пензенской областью и её населением